# Douglas F. S. Thomson
Douglas Ferguson Scott Thomson (* 13. Oktober 1919 in Renfrewshire; † 18. Februar 2009 in Toronto) war ein kanadischer Klassischer Philologe schottischer Herkunft.

## Leben
Douglas F. S. Thomson besuchte von 1928 bis 1938 die Glasgow Academy und studierte ab 1938 am Merton College der Universität Oxford Klassische Philologie. Beim Ausbruch des Zweiten Weltkriegs unterbrach er sein Studium und diente als Kavallerieoffizier in der British Indian Army. Er nahm an den Feldzügen in Burma teil. Nach Kriegsende setzte er sein Studium fort und erwarb 1946 den Bachelorgrad, 1947 den Master.
Nach dem Studium unterrichtete Thomson zunächst an der Glasgow Academy. 1948 wechselte er als Lecturer an die University of Toronto, wo er bis an sein Lebensende lehrte und forschte. Später wurde er zum Assistant Professor of Latin und zum Professor of Classics ernannt. Im Jahr 1967/1968 war er Gastprofessor an der University of North Carolina at Chapel Hill. 1985 wurde er emeritiert.
Neben seiner Tätigkeit in Lehre und Forschung leitete Thomson von 1954 bis 1960 das Officers’ Training Corps an der University of Toronto. Er war second-in-command im Rang eines Captain, später Major.

## Forschung
In seiner Forschungsarbeit beschäftigte sich Thomson hauptsächlich mit Catull und Erasmus von Rotterdam. Zu beiden legte er zahlreiche interpretierende Schriften sowie Texteditionen vor. Gemeinsam mit Roger A. B. Mynors veröffentlichte er eine neunbändige Übersetzung der Briefe des Erasmus (Toronto 1974–1989).